# صادق منصور الحيدري
صادق منصور علي سيف الحيدري (1966 - نوفمبر 2014) سياسي يمني، هو أحد أهم قيادات حزب التجمع اليمني للإصلاح ، أغتيل في 18 نوفمبر 2014 بتفجير في سيارته، في مدينة تعز، وكان حينها في منصب «الامين العام المساعد للمكتب التنفيذي للتجمع اليمني للإصلاح بتعز». وهو خريج كلية التربية جامعة تعز عام 1993.